# Unione delle Comunità del Kurdistan
L’Unione delle Comunità del Kurdistan (in curdo Koma Civakên Kurdistanê, KCK) è un'organizzazione politica curda impegnata nella realizzazione del confederalismo democratico in Kurdistan.
Del KCK fanno parte i quattro partiti politici apoisti del Kurdistan: il Partito dei Lavoratori del Kurdistan (PKK, turco), il Partito dell'Unione Democratica (PYD, siriano), il Partito per la Vita Libera in Kurdistan (PJAK, iraniano) e il Partito della Soluzione Democratica del Kurdistan (PÇDK, iracheno).

## Storia
Nel maggio 2005 il 3º congresso del Kongra-Gel (Kongra Gelê Kurdistan - Congresso del Popolo del Kurdistan) svoltosi sui Monti Qandil ha dato vita al Consiglio delle Associazioni del Kurdistan (Koma Komalên Kurdistan - KKK), un'unione organizzativa dei gruppi, che in Turchia, Siria, Iraq e Iran hanno per scopo la realizzazione del confederalismo democratico e la creazione della nazione curda, una "nazione senza Stato" per come delineato da Abdullah Öcalan, basato sulle assemblee democratiche popolari.
Nel maggio 2007 il 5º congresso del Kongra-Gel ha rinominato l'organizzazione in Unione delle Comunità del Kurdistan (Koma Civakên Kurdistanê - KCK).

## Ideologia
La KCK è stata indicata da Abdullah Öcalan come l'organizzazione fondamentale per l'applicazione del confederalismo democratico, un sistema politico alternativo a quello statale, fondato su ecologismo radicale, il femminismo e la democrazia diretta:
Più forte è la partecipazione, più è potente questo tipo di democrazia. [...] In questo modo, quello che chiamiamo democrazia è quindi l'applicazione di processi decisionali democratici dal livello locale a quello globale, nell'ambito di un processo continuo. (Abdullah Öcalan)

## Descrizione

Bandiera dell'Unione delle Donne del Kurdistan (Komalên Jinên Kurdistan)

La KCK è considerata come l'organizzazione-ombrello comprendente tutti i partiti, le forze di autodifesa e le associazioni della società civile legate al movimento rivoluzionario di liberazione del Kurdistan, attive nelle quattro regioni a maggioranza kurda in Turchia, Siria, Iran e Iraq. All'interno del sistema politico rappresentato dalla KCK vi è anche un organismo parlamentare chiamato Kongra-Gel, fondato nel 2003 dal Partito dei Lavoratori del Kurdistan e composto da 300 membri.
Essa è il punto più alto del sistema istituzionale proposto dal movimento rivoluzionario, basato su una rete di assemblee locali che si articolano dal basso verso l'alto, dai consigli di quartiere alle assemblee cittadine, ad assemblee provinciali fino ai consigli regionali, come il Congresso della Società Democratica (DTK) nella regione kurda in Turchia e il Congresso Regionale della Federazione del Nord della Siria.
Fanno parte della KCK;
- Le Comunità delle Donne del Kurdistan (Komalên Jinên Kurdistan - KJK)
- in Turchia: il Partito dei Lavoratori del Kurdistan (PKK), le Forze di Difesa del Popolo (HPG), le Unità delle Donne Libere (YJA STAR), il Partito per la Liberazione delle Donne del Kurdistan (Partiya Azadiya Jin a Kurdistan - PAJK) e il Movimento della Gioventù Patriottica e Rivoluzionaria (YDG-H)
- in Siria: il Partito dell'Unione Democratica (PYD), le Unità di Protezione Popolare (YPG) e le Unità di Protezione delle Donne (YPJ)
- in Iraq: il Partito della Soluzione Democratica del Kurdistan (PÇDK)
- in Iran: il Partito per la Vita Libera in Kurdistan (PJAK), le Unità di Difesa del Kurdistan (YRK), le Forze di Difesa delle Donne (HPJ), il Congresso della Società Libera e Democratica del Kurdistan Orientale (KODAR) e il Congresso delle Donne Libere del Kurdistan Orientale (KJAR)